# Travnar
Travnar (znanstveno ime Brintesia circe) je dnevni metulj iz družine pisančkov.

## Opis
Travnar sodi med večje metulje, ki živijo v Sloveniji, saj preko kril meri med 45 in 70 mm. Spodnja stran kril metulja je rjavo-bela, kar metulja dobro prikrije pred plenilci. V zgornjem zunanjem kotu kril ima na spodnji in zgornji strani sliko očesa, ob zunanjem robu na zgornji strani kril pa se metulju vleče bel pas, ki je na zadnjih krilih sklenjen, na sprednjih pa ga tvorijo široke ovalne bele lise. Travnar je dober letalec, ki se zadržuje na suhih in toplih travnatih in grmovnatih območjih od nižin do gozdne meje, kjer ga opazimo med junijem in septembrom. Gosenice se hranijo z listi različnih vrst trav.